# Le Mulet
Le Mulet (The Mule dans la version originale) est un personnage du Cycle de Fondation, écrit par Isaac Asimov. Il apparaît dans les livres qui portent les titres Fondation et Empire et Seconde Fondation et y représente l'un des plus grands conquérants que la galaxie ait connu. C'est un mutant capable d'ajuster les émotions d'autrui, individuellement ou en masse. Il utilise cette capacité pour les convertir à sa cause. Les personnes dont les émotions sont modifiées se comportent normalement à tout autre point de vue, et conservent leur capacité de raisonnement aussi bien que leur mémoire et leur personnalité ; s'ils sont conscients d'être manipulés, ils ne souhaitent pas résister. Tout ceci donne au Mulet la capacité de mettre en échec le plan Seldon en infirmant l'hypothèse selon laquelle aucun individu ne pourrait avoir un effet mesurable sur les tendances historiques et sociales de la galaxie.  

## Biographie (fictive)
Le Mulet est originaire de la planète Gaïa (l'information est donnée dans Fondation Foudroyée, et justifie l'existence de ses pouvoirs télépathiques). Après avoir fui son monde natal qui le considérera désormais comme un criminel, il décide d'utiliser ses pouvoirs pour fonder son propre Empire Galactique. Il se sert de ses conquêtes précédentes pour en obtenir de nouvelles : il commence par convertir mentalement une bande de pirates, puis une planète entière. Il s'empare alors du royaume de Kalgan, puissant sur le plan militaire, en modifiant les émotions de son roi. Il finit par conquérir la Fondation. Le conquérant nomme son empire « Union des mondes » et se donne le titre de « Premier Citoyen de l'Union ». Il fait de Kalgan sa capitale. Pendant la conquête de la Fondation et de son réseau commercial, et encore quelque temps après, personne ou presque ne connaît son visage.
C'est grâce à cet avantage qu'il pourra, en se faisant passer pour Magnifico, un bouffon du Mulet qui aurait trahi son maître,  voyager secrètement avec trois membres de la Fondation, le savant Ebling Mis, et le couple formé par Toran et Bayta Darell. Ces trois personnages, qui avaient réussi à s'échapper de Terminus avant sa prise, projetaient de découvrir l'emplacement de la seconde Fondation. Cette autre Fondation, située "à l'autre bout de la Galaxie", reste secrète et regroupe les psychologues héritiers d'Hari Seldon, qui possèdent non seulement des pouvoirs psychiques semblables à ceux du Mulet, mais connaissent également leur fonctionnement. Si eux recherchaient l'aide de ses membres, le Mulet n'était intéressé que par l'idée de pouvoir localiser et détruire l'ennemi le plus dangereux qui lui restait. Ce projet sera toutefois mis en échec par Bayta, qui tue Ebling Mis au moment où il allait révéler le lieu où se terrait la Seconde Fondation (événements narrés dans Fondation et Empire).
Bien qu'il soit déjà maître de la Galaxie, il continue de rechercher la Seconde Fondation, dans le troisième livre du cycle. Il échoue toutefois dans l'entreprise, et devient même la victime d'une ruse du Premier Orateur qui le déstabilise en lui faisant croire que son centre de commandement va être attaqué. Le chef de la Seconde Fondation profite de l'occasion pour modifier le comportement du Mulet, qui se transforme en despote éclairé, mais inoffensif. Sa stérilité l'empêche d'avoir des héritiers, et à sa mort, son Empire s’effondre.

## Origine
D'après l'autobiographie d'Asimov, l'aspect physique du Mulet a été inspiré par l'apparence physique de Leonard Meisel, l'un de ses amis à Philadelphie. 
En mettant en parallèle le Cycle de Fondation avec l'histoire des grands empires disparus, ce personnage peut être considéré comme une évocation d'Alexandre le Grand, d'Auguste, d'Attila, de Charlemagne ou encore de Napoléon.
Son nom est une référence à la stérilité des mulets, puisqu'il l'est lui-même à cause de la mutation génétique à l'origine de ses pouvoirs.

## Le Mulet dans d'autres œuvres
- Le groupe Deep Purple a écrit une chanson sur le Mulet intitulée The Mule, parue sur l'album Fireball.[réf. nécessaire]
- Le Mulet est évoqué dans Psychohistoire en péril sous le nom de « Clown l'Obstiné ».
- Le Mulet est incarné par l'acteur Pilou Asbæk à partir de la troisième saison de la série Foundation[2].